# Oddný G. Harðardóttir

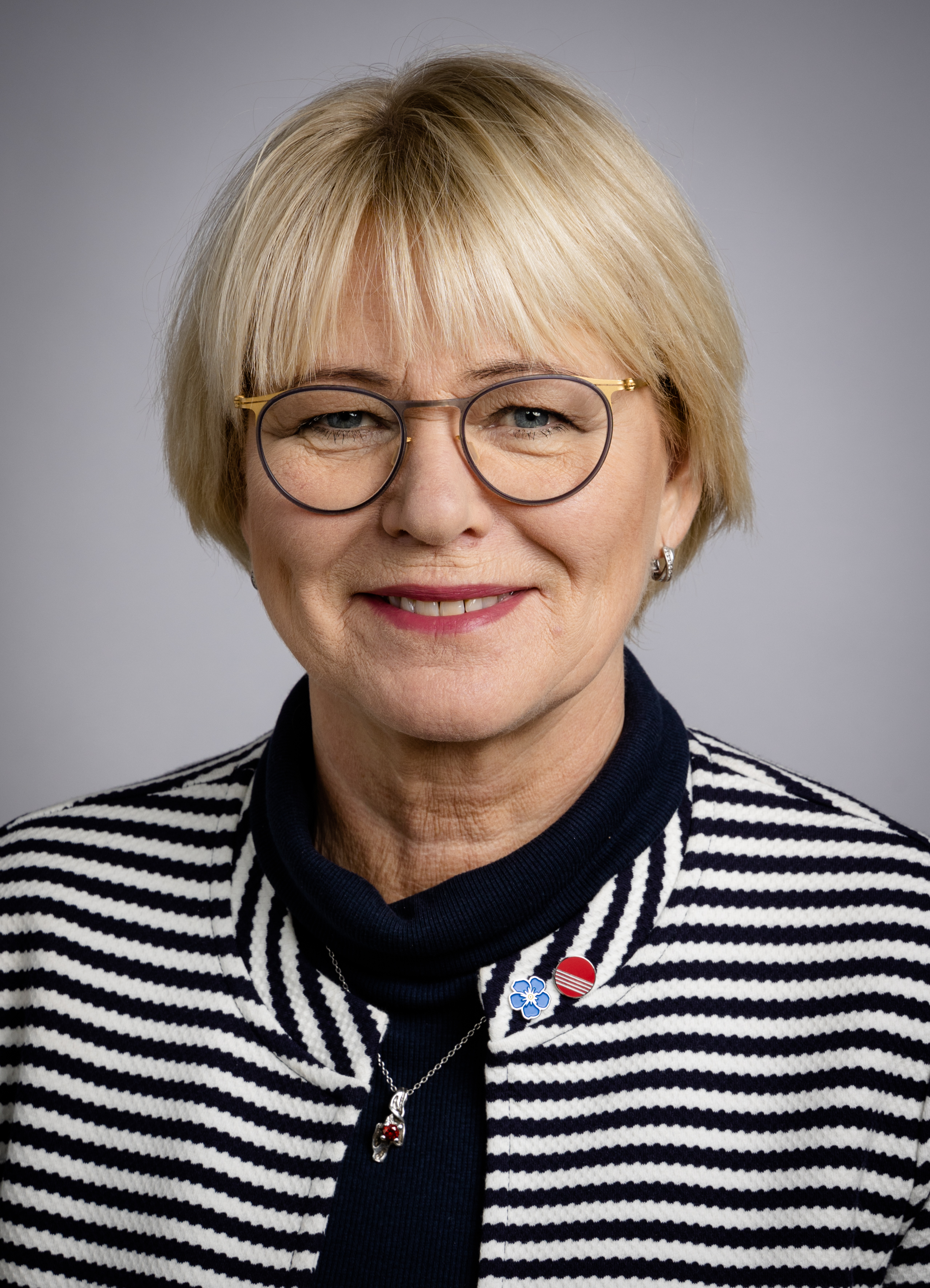
Oddný G. Harðardóttir, 2021

Oddný Guðbjörg Harðardóttir (deutsche Transkription Oddny Gudbjörg Hardardottir, * 9. April 1957 in Reykjavík) ist eine isländische Politikerin der Allianz, als deren Vorsitzende sie von Juni bis Oktober 2016 amtierte.
Oddný ist ausgebildete Lehrerin und war langjährig in diesem Beruf tätig. Sie hat einen M.A. in Erziehungs- und Bildungswissenschaft von der Universität Island (2001). Von 2006 bis 2009 war sie Bürgermeisterin der Gemeinde Garður. Seit 2009 ist sie Abgeordnete des isländischen Parlaments Althing für den Südlichen Wahlkreis. Sie war vom 31. Dezember 2011 bis zum 1. Oktober 2012 Finanzministerin ihres Landes; zuletzt, nach einer Restrukturierung des Ministeriums, vom 1. September bis 1. Oktober 2012 Finanz- und Wirtschaftsministerin. Zu ihrer Nachfolgerin wurde die vormalige Ministerin für Industrie, Energie und Tourismus Katrín Júlíusdóttir ernannt, die in diesem Amt während ihres Mutterschaftsurlaubs 2012 von Oddný vertreten worden war.
Im Juni 2016 wurde sie als Nachfolgerin des nicht zur Wiederwahl angetretenen Árni Páll Árnason zur Parteivorsitzenden der Allianz gewählt. Als Reaktion auf das schlechte Resultat der Allianz bei der Parlamentswahl in Island 2016 trat Oddný bereits am 31. Oktober vom Parteivorsitz zurück. Ihr Nachfolger war der bisherige Vizevorsitzende Logi Már Einarsson.
Oddný G. Harðardóttir hat angekündigt, nicht zur Parlamentswahl vom 30. November 2024 anzutreten.